# Wohlen (Argovia)
Wohlen es una ciudad y comuna suiza del cantón de Argovia, situada en el distrito de Bremgarten. Limita al norte con las comunas de Hägglingen y Niederwil, al noreste con Fischbach-Göslikon, al este con Bremgarten, al sur con Waltenschwil, al suroeste con Büttikon, al oeste con Villmergen, y al noroeste con Dottikon.

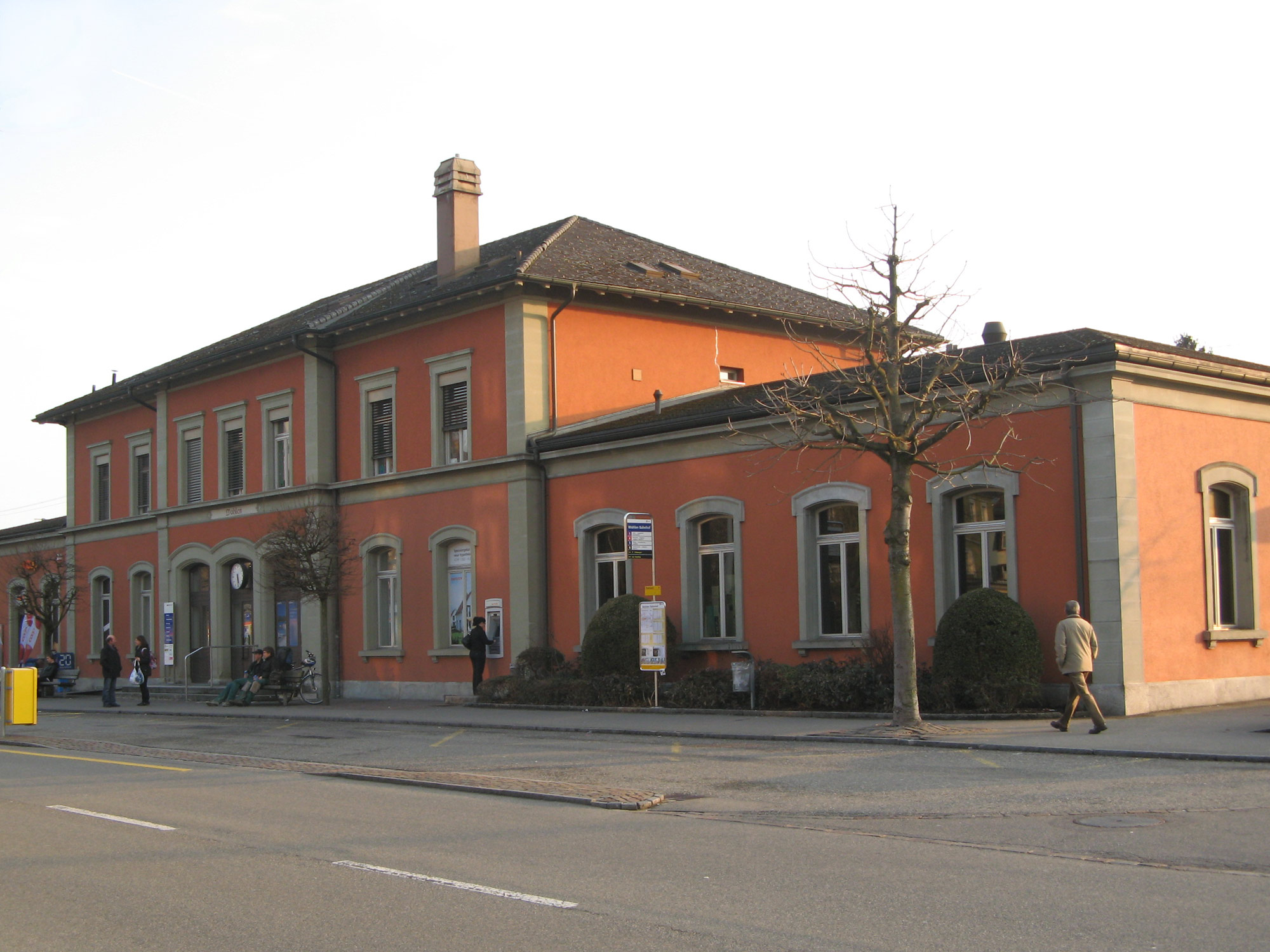
Estación del tren de Wohlen.